# Carlos Vaz Ferreira
Carlos Vaz Ferreira (Montevideo, 15 d'octubre de 1872 -, ibídem. 3 de gener de 1958) fou un escriptor i filòsof uruguaià. Influenciat per John Stuart Mill i Herbert Spencer, destaca per haver introduït valors liberals i plurals, a més de conceptes filosòfics pragmàtics en la societat sud-americana. Va ser germà de la també escriptora i poetessa uruguaiana María Eugenia Vaz Ferreira.
Va néixer a Montevideo. La seva primera publicació va ser Curso expositivo de psicología elemental (1897). Aquest mateix any va començar a treballar com a catedràtic a la Universitat de la República. El 1903 es va graduar com a advocat.
Altres publicacions destacades són Ideas y observaciones (1905), Conocimiento y acción (1908), Moral para intelectuales (1909), Pragmatismo (1909), Lógica viva (1910) i Fermentario (1938).
Un dels seus principals assoliments va ser la fundació de la facultat d'Humanitats i Ciències de l'Educació de la Universitat de la República, el 1945, de la qual va ser el seu degà fins a la seva mort el 1958.

## Obres principals

### Llibres
- Curso expositivo de Psicología elemental (1987)
- Ideas y Observaciones (1905)
- Los problemas de la libertad (1907)
- Conocimiento y acción (1908)
- Moral para los intelectuales (1908)
- El Pragmatismo (1909)
- Lógica viva (1910)
- Lecciones de pedagogía y cuestiones de enseñanza (1918)
- Sobre la propiedad de la tierra (1918)
- Sobre los problemas sociales (1922)
- Sobre feminismo (1933)
- Fermentario (1938)
- La actual crisis del mundo (1940)

### Assajos
- Ideas sobre la estética evolucionista (1896)
- Psicología (1897)
- Sobre la percepción métrica (1920)
- Estudios pedagógicos (1921)
- Trascendentalizaciones matemáticas ilegítimas y falacias correlacionadas (1963)
- Sobre enseñanza de la filosofía (1963)
- Enseñanza de las ciencias experimentales (1963)
- Tres filósofos de la vida (1965)